# Fatubossa (Ort)
Fatubossa ist ein osttimoresischer Ort im Suco Fatubossa (Verwaltungsamt Aileu, Gemeinde Aileu).

## Geographie
Fatubossa liegt am nordöstlichsten Punkt des gleichnamigen Sucos in der gleichnamigen Aldeia, auf einer Meereshöhe von 1120 m. Durch den Norden fließt der Daisoli, ein Nebenfluss des Nördlichen Laclós. Im Osten reicht der Ort bis in die benachbarten Aldeia Lacasori (Suco Lahae) hinein. Die Überlandstraße von Aileu nach Maubisse durchquert das Dorf im Norden. Im Osten schließt sich der Ort Tuan an. Im Norden ist Lahae die nächste Siedlung.

## Einrichtungen
Auf Seiten des Sucos Fatubossas befinden sich alle wichtigen Einrichtungen des Ortes. Dazu gehören die Grundschule (portugiesisch Escola Básico) Laclo und die Katholische Grundschule (portugiesisch Escola Básico Católico) Daisoli, die Klinik Fatubossa und das Hospital Daisoli und im Süden die Capela Santo João Batista (deutsch Kapelle von heiligen Johannes dem Täufer).